# 2021-es Formula–1 abu-dzabi nagydíj
Az abu-dzabi nagydíj a 2021-es Formula–1 világbajnokság huszonkettedik, egyben utolsó futama volt, amelyet 2021. december 10. és december 12. között rendeztek meg a Yas Marina Circuit versenypályán, Abu-Dzabiban. Az 58 körből álló versenyen dőlt el az az évi egyéni és konstruktőri világbajnoki cím is: Lewis Hamilton és Max Verstappen is egyaránt 369,5 ponttal rendelkeztek. Hamilton a verseny rajtjától kezdve vezetett, és igen jó esélye volt annak, hogy megszerezze pályafutása nyolcadik világbajnoki címét, azonban egy ellentmondásos körülmények között elrendelt biztonsági autós fázis utáni újraindításkor az utolsó körben Verstappen megelőzte őt, és így megszerezte a bajnoki címet is. Az esetnek komolyabb következményei is lettek: az FIA átszervezte a versenyirányítást, elbocsátotta Michael Masi versenyigazgatót, és utólag kiegészítette a biztonsági autóra vonatkozó szabályokat.
Verstappen élete első világbajnoki címét nyolc pont előnnyel szerezte meg Hamilton előtt, ezzel nyolc év után lett újra bajnoka a Red Bull-nak, és harminc év után a Hondának. A Mercedes azonban konstruktőri bajnok lett, sorozatban nyolcadszor, ami abszolút rekord. Ez volt Kimi Raikkönen utolsó versenye, aki 349 rajt után 42 évesen befejezte Formula–1-es pályafutását.

## Áttekintés
Eredetileg december 5-én került volna sor a futamra, de mivel az az évi ausztrál nagydíjat az elhalasztott őszi időpontról is lemondták, így átkerült egy héttel későbbre. Abban az időpontban a szaúdi nagydíjat rendezték meg, az ausztrál helyett pedig Katarban volt futam.
A pályát kismértékben átalakították: rövidebb lett, emellett tempósabb, hogy könnyebb legyen előzni. A 4-es kanyar utáni sikánt kivették, az 5-ös hajtűkanyart (ami korábban a 7-es kanyar volt), kiszélesítették. A 11-14-es kanyarokból álló szekvenciát egyetlen, 9-es számot kapó kanyarrá vonták össze. A 12-15-ös kanyarok (korábban 17-20) is szélesebbek, könnyebben manőverezhetőbbek lettek.
Valamennyi csapat a saját versenyzőivel nevezett be a futamra, egyedül az első szabadedzés során került George Russell lecserélésre a Williamsnél, őt Jack Aitken váltotta.
Tizenkilenc idény után ez volt Kimi Raikkönen utolsó Formula–1-es versenye. Ezen a futamon búcsúzott Antonio Giovinazzi is, továbbá bár ez akkor még nem volt tudott, de Nyikita Mazepin is utoljára állhatott volna rajthoz. Csapatváltások miatt ez volt George Russell utolsó williamses versenye és Valtteri Bottas is utoljára rajtolt a Mercedes színeiben. Bottas különleges sisakot viselt, amelyen legszebb mercedeses pillanatainak képei szerepeltek, és különleges, kék overallt viselt. Ez volt a Honda utolsó versenye is, amely a Red Bull és az AlphaTauri motorszállító partnere volt, habár lényegében csak névleg, mert 2022-ben a Red Bull Powertrains mögött is ők biztosították a technikai segítséget.
A futamnak a két bajnoki éllovas, Max Verstappen és Lewis Hamilton is egyaránt 369,5 ponttal vágott neki, így előállt az a helyzet, 1974 óta először, hogy az utolsó versenyre pontegyenlőséggel érkeztek. 2016 óta először dőlt el az utolsó versenyen a bajnoki cím, a sportág történetében immár harmincadik alkalommal. Az lehetett bajnok, aki több pontot szerez a futamon, viszont ha egyikük se szerzett volna pontot, akkor Verstappen lehetett volna a bajnok, mert neki 9 győzelme volt, míg Hamiltonnak csak 8. A konstruktőri bajnokságban a Mercedes 587,5 ponttal 28 pontos előnyben volt a Red Bull-hoz képest, és mivel a futamon még 44 pontot lehetett gyűjteni, ezért ez is nyitott küzdelem volt - 2008 óta először. A harmadik helyért a Ferrari és a McLaren csapata voltak még versenyben, közöttük mindössze 38,5 pont különbséggel.
Mivel a bajnoki riválisok közt már voltak kisebb-nagyobb  csörték, egyesekben felmerült a gondolat, hogy mi történne, ha hasonlóan botrányos baleset következtében történne bajnokavatás, mint 1989-ben vagy 1990-ben Senna és Prost közt, 1994-ben Damon Hill és Michael Schumacher között, vagy éppen 1997-ben Schumacher és Villeneuve között. Michael Masi versenyigazgató elmondta, hogy figyelmeztette a két pilótát arra, hogy az ilyen manővereknek komoly következményei lehetnek.

## Választható keverékek
| Abroncs              | Friss | Használt |
| -------------------- | ----- | -------- |
|                      |       |          |
| Kemény keverék (C3)  |       |          |
| Közepes keverék (C4) |       |          |
| Lágy keverék (C5)    |       |          |
| Átmeneti esőgumi (I) |       |          |
| Teljes esőgumi (W)   |       |          |

## Szabadedzések

### Első szabadedzés
Az abu-dzabi nagydíj első szabadedzését december 10-én, pénteken tartották meg, magyar idő szerint 10:30-tól.
| helyezés | versenyző          | csapat/motor          | elért idő | különbség | futott kör |
| -------- | ------------------ | --------------------- | --------- | --------- | ---------- |
| 1        | Max Verstappen     | Red Bull-Honda        | 1:25,009  | –         | 23         |
| 2        | Valtteri Bottas    | Mercedes              | 1:25,205  | +0,196    | 27         |
| 3        | Lewis Hamilton     | Mercedes              | 1:25,355  | +0,346    | 25         |
| 4        | Sergio Pérez       | Red Bull-Honda        | 1:25,363  | +0,354    | 24         |
| 5        | Cunoda Júki        | AlphaTauri-Honda      | 1:25,378  | +0,369    | 23         |
| 6        | Fernando Alonso    | Alpine-Renault        | 1:25,625  | +0,616    | 26         |
| 7        | Pierre Gasly       | AlphaTauri-Honda      | 1:25,822  | +0,813    | 28         |
| 8        | Charles Leclerc    | Ferrari               | 1:25,846  | +0,837    | 20         |
| 9        | Carlos Sainz Jr.   | Ferrari               | 1:25,886  | +0,877    | 26         |
| 10       | Sebastian Vettel   | Aston Martin-Mercedes | 1:26,007  | +0,998    | 26         |
| 11       | Esteban Ocon       | Alpine-Renault        | 1:26,025  | +1,016    | 25         |
| 12       | Lando Norris       | McLaren-Mercedes      | 1:26,123  | +1,114    | 26         |
| 13       | Kimi Räikkönen     | Alfa Romeo-Ferrari    | 1:26,189  | +1,180    | 25         |
| 14       | Antonio Giovinazzi | Alfa Romeo-Ferrari    | 1:26,409  | +1,400    | 25         |
| 15       | Lance Stroll       | Aston Martin-Mercedes | 1:26,608  | +1,599    | 26         |
| 16       | Daniel Ricciardo   | McLaren-Mercedes      | 1:26,676  | +1,667    | 29         |
| 17       | Jack Aitken        | Williams-Mercedes     | 1:27,481  | +2,472    | 27         |
| 18       | Nicholas Latifi    | Williams-Mercedes     | 1:27,487  | +2,478    | 27         |
| 19       | Mick Schumacher    | Haas-Ferrari          | 1:27,698  | +2,689    | 24         |
| 20       | Nyikita Mazepin    | Haas-Ferrari          | 1:28,305  | +3,296    | 22         |

### Második szabadedzés
Az abu-dzabi nagydíj második szabadedzését december 10-én, pénteken tartották meg, magyar idő szerint 14:00-tól.
| helyezés | versenyző          | csapat/motor          | elért idő | különbség | futott kör |
| -------- | ------------------ | --------------------- | --------- | --------- | ---------- |
| 1        | Lewis Hamilton     | Mercedes              | 1:23,691  | –         | 26         |
| 2        | Esteban Ocon       | Alpine-Renault        | 1:24,034  | +0,343    | 29         |
| 3        | Valtteri Bottas    | Mercedes              | 1:24,083  | 0,392     | 29         |
| 4        | Max Verstappen     | Red Bull-Honda        | 1:24,332  | +0,641    | 25         |
| 5        | Sergio Pérez       | Red Bull-Honda        | 1:24,400  | +0,709    | 26         |
| 6        | Fernando Alonso    | Alpine-Renault        | 1:24,495  | +0,804    | 27         |
| 7        | Cunoda Júki        | AlphaTauri-Honda      | 1:24,532  | +0,841    | 26         |
| 8        | Charles Leclerc    | Ferrari               | 1:24,557  | +0,866    | 29         |
| 9        | Carlos Sainz Jr.   | Ferrari               | 1:24,844  | +1,153    | 29         |
| 10       | Pierre Gasly       | AlphaTauri-Honda      | 1:24,940  | +1,249    | 27         |
| 11       | Daniel Ricciardo   | McLaren-Mercedes      | 1:24,959  | +1,268    | 26         |
| 12       | Antonio Giovinazzi | Alfa Romeo-Ferrari    | 1:25,108  | +1,417    | 27         |
| 13       | Lando Norris       | McLaren-Mercedes      | 1:25,153  | +1,462    | 27         |
| 14       | Sebastian Vettel   | Aston Martin-Mercedes | 1:25,195  | +1,504    | 27         |
| 15       | Lance Stroll       | Aston Martin-Mercedes | 1:25,385  | +1,694    | 26         |
| 16       | Kimi Räikkönen     | Alfa Romeo-Ferrari    | 1:25,440  | +1,749    | 23         |
| 17       | George Russell     | Williams-Mercedes     | 1:25,549  | +1,858    | 29         |
| 18       | Nicholas Latifi    | Williams-Mercedes     | 1:25,687  | +1,996    | 22         |
| 19       | Mick Schumacher    | Haas-Ferrari          | 1:25,784  | +2,093    | 27         |
| 20       | Nyikita Mazepin    | Haas-Ferrari          | 1:26,336  | +2,645    | 26         |

### Harmadik szabadedzés
Az abu-dzabi nagydíj harmadik szabadedzését december 11-én, pénteken tartották meg, magyar idő szerint 11:00-tól. Raikkönen a levezető körön a 14-es kanyarban a falnak csapta az autóját, de sérülés nélkül megúszta.
| helyezés | versenyző          | csapat/motor          | elért idő | különbség | futott kör |
| -------- | ------------------ | --------------------- | --------- | --------- | ---------- |
| 1        | Lewis Hamilton     | Mercedes              | 1:23.274  | –         | 23         |
| 2        | Max Verstappen     | Red Bull-Honda        | 1:23,488  | +0,214    | 23         |
| 3        | Valtteri Bottas    | Mercedes              | 1:24,025  | +0,751    | 21         |
| 4        | Sergio Pérez       | Red Bull-Honda        | 1:24,047  | +0,773    | 21         |
| 5        | Lando Norris       | McLaren-Mercedes      | 1:24,106  | +0,832    | 17         |
| 6        | Cunoda Júki        | AlphaTauri-Honda      | 1:24,223  | +0,949    | 22         |
| 7        | Pierre Gasly       | AlphaTauri-Honda      | 1:24,251  | +0,977    | 22         |
| 8        | Carlos Sainz Jr.   | Ferrari               | 1:24,595  | +1,321    | 20         |
| 9        | Daniel Ricciardo   | McLaren-Mercedes      | 1:24,733  | +1,459    | 16         |
| 10       | Charles Leclerc    | Ferrari               | 1:24,758  | +1,484    | 21         |
| 11       | Lance Stroll       | Aston Martin-Mercedes | 1:24,821  | +1,547    | 22         |
| 12       | Esteban Ocon       | Alpine-Renault        | 1:24,834  | +1,560    | 18         |
| 13       | Kimi Räikkönen     | Alfa Romeo-Ferrari    | 1:25,037  | +1,763    | 23         |
| 14       | Antonio Giovinazzi | Alfa Romeo-Ferrari    | 1:25,048  | +1,774    | 18         |
| 15       | Fernando Alonso    | Alpine-Renault        | 1:25,094  | +1,820    | 19         |
| 16       | Sebastian Vettel   | Aston Martin-Mercedes | 1:25,115  | +1,841    | 25         |
| 17       | George Russell     | Williams-Mercedes     | 1:25,220  | +1,946    | 22         |
| 18       | Nicholas Latifi    | Williams-Mercedes     | 1:25,322  | +2,048    | 19         |
| 19       | Mick Schumacher    | Haas-Ferrari          | 1:25,340  | +2,066    | 18         |
| 20       | Nyikita Mazepin    | Haas-Ferrari          | 1:26,332  | +3,058    | 19         |

## Időmérő edzés
Az abu-dzabi nagydíj időmérő edzését december 11-én , szombaton futották, magyar idő szerint 14:00-tól. Az első szakaszt rövid időre félbeszakították, miután az egyik Haas-versenyző kipöccintett a helyéről egy bóját, majd gond nélkül folytatták. Az első szakaszt Hamilton és Bottas zárták az élen, a másodikban aztán Verstappen lett a leggyorsabb lágyakon, ami azt jelentette, hogy ezen a keveréken tervezte megkezdeni a vasárnapi futamot. Hamilton ezzel szemben közepeseken tervezett rajtolni. A harmadik szakaszban Verstappen sikeresen húzatta fel magát a csapattárs Sergio Pérez keltette légáramlatokkal, és megszerezte Hamilton előtt a pole pozíciót.
Mazepin ugyan utolsónak kvalifikálta magát a vasárnapi nagydíjra, de pozitív koronavírus-tesztet produkált, így vissza kellett lépnie.
| helyezés              | rajtszám | versenyző          | csapat/motor          | 1. rész  | 2. rész  | 3. rész  | rajthely | futott kör |
| --------------------- | -------- | ------------------ | --------------------- | -------- | -------- | -------- | -------- | ---------- |
| 1                     | 33       | Max Verstappen     | Red Bull-Honda        | 1:23,322 | 1:22,800 | 1:22,109 | 1        | 20         |
| 2                     | 44       | Lewis Hamilton     | Mercedes              | 1:22,845 | 1:23,145 | 1:22,480 | 2        | 19         |
| 3                     | 4        | Lando Norris       | McLaren-Mercedes      | 1:23,553 | 1:23,256 | 1:22,931 | 3        | 20         |
| 4                     | 11       | Sergio Pérez       | Red Bull-Honda        | 1:23,350 | 1:23,135 | 1:22,947 | 4        | 24         |
| 5                     | 55       | Carlos Sainz Jr.   | Ferrari               | 1:23,624 | 1:23,174 | 1:22,992 | 5        | 22         |
| 6                     | 77       | Valtteri Bottas    | Mercedes              | 1:23,117 | 1:23,246 | 1:23,036 | 6        | 20         |
| 7                     | 16       | Charles Leclerc    | Ferrari               | 1:23,467 | 1:23,202 | 1:23,122 | 7        | 23         |
| 8                     | 22       | Cunoda Júki        | AlphaTauri-Honda      | 1:23,428 | 1:23,404 | 1:23,220 | 8        | 22         |
| 9                     | 31       | Esteban Ocon       | Alpine-Renault        | 1:23,764 | 1:23,420 | 1:23,389 | 9        | 20         |
| 10                    | 3        | Daniel Ricciardo   | McLaren-Mercedes      | 1:23,829 | 1:23,448 | 1:23,409 | 10       | 19         |
| 11                    | 14       | Fernando Alonso    | Alpine-Renault        | 1:23,846 | 1:23,460 |          | 11       | 12         |
| 12                    | 10       | Pierre Gasly       | AlphaTauri-Honda      | 1:23,489 | 1:24,043 |          | 12       | 16         |
| 13                    | 18       | Lance Stroll       | Aston Martin-Mercedes | 1:24,061 | 1:24,066 |          | 14       | 17         |
| 14                    | 99       | Antonio Giovinazzi | Alfa Romeo-Ferrari    | 1:24,118 | 1:24,251 |          | 15       | 17         |
| 15                    | 5        | Sebastian Vettel   | Aston Martin-Mercedes | 1:24,225 | 1:24,305 |          | 15       | 18         |
| 16                    | 6        | Nicholas Latifi    | Williams-Mercedes     | 1:24,338 |          |          | 16       | 8          |
| 17                    | 63       | George Russell     | Williams-Mercedes     | 1:24,423 |          |          | 17       | 7          |
| 18                    | 7        | Kimi Räikkönen     | Alfa Romeo-Ferrari    | 1:24,779 |          |          | 18       | 8          |
| 19                    | 47       | Mick Schumacher    | Haas-Ferrari          | 1:24,906 |          |          | 19       | 9          |
| 20                    | 9        | Nyikita Mazepin    | Haas-Ferrari          | 1:25,685 |          |          | 20       | 9          |
| 107%-os idő: 1:28,644 |          |                    |                       |          |          |          |          |            |

## Futam
Az abu-dzabi nagydíj futama december 12-én, vasárnap rajtolt, magyar idő szerint 14:00-kor. Hamilton rögtön a rajtnál átvette a vezetést, Verstappen pedig a 6-os kanyarban próbálkozott a pozíció visszavételével, sikertelenül. Hamilton ekkor egy pillanatra el is hagyta a pályát, és még éppen Verstappen elé jött vissza. A Red Bull csapat szerint ez tisztességtelen előnyszerzés volt és át kellett volna adnia a vezetést Verstappennek - a versenybírók másként látták, és úgy döntöttek, hogy nem szükséges további intézkedés. Hamilton ezután a közepes keverékű gumi tartósságát kihasználva szép lassan kezdett elhúzni az élen.
Verstappen a 13. körben jött kereket cserélni, egy körrel később pedig Hamilton is. Mindketten a legkeményebb keverékre váltottak. Így Pérez került az élre, aki azt az instrukciót kapta a Red Bull-tól, hogy amennyire csak lehet, tartsa fel a mögötte érkező Hamiltont, hogy Verstappen utolérhesse. A 20. körben Hamilton utol is érte Pérezt, aki ezt követően igen agresszív védekezésbe kezdett, ennek köszönhetően Hamilton 11 másodperces előnye Verstappenhez képest 1,3 másodpercre olvadt. Azonban Verstappen ezek után sem tudott élni a lehetőséggel, és Hamilton a futam közepére közel 4 másodperces előnnyel haladt az élen.
A 26. körben Raikkönen fékhiba miatt eltalálta a falat a 6-os kanyarban, így utolsó versenye dicstelenül ért véget. Egy körrel később váltóhiba miatt Russell is feladta a futamot. Ugyanúgy váltóproblémák miatt az Alfa Romeo másik versenyzője, Giovinazzi is félrehúzódott, aminek köszönhetően virtuális biztonsági autós fázis kezdődött. A Red Bull ezt kihasználva gyorsan kereket cseréltetett Verstappennel, amit pozícióvesztés nélkül megtehettek; Hamiltont viszont továbbra is kinn tartották. A frissebb gumiknak köszönhetően a kiállás utáni 17 másodperces hátrányt Verstappen 11-re dolgozta le, ám egyértelműen látszott, hogy ilyen tempóban esélye sincs még csak utolérni sem Hamiltont a verseny végéig.
Aztán az 53. körben Nicholas Latifi megcsúszott a 14-es kanyarban, miközben Mick Schumacherrel csatázott, és nekicsapódott a falnak. A baleset miatt a pályára küldték a biztonsági autót. Hamiltont megint csak nem küldték ki friss szett gumiért, mert azzal pozíciót vesztett volna, ha a fennmaradó 5 kört esetleg a biztonsági autó mögött teljesítette volna a mezőny. Verstappen viszont rögtön kiállt, és lágy keveréket kapott. Olajnyomás-problémák miatt Pérez ebben a fázisban kiállni kényszerült, tehát az már gyakorlatilag biztossá vált, hogy a Mercedes nyeri a konstruktőri bajnokságot. Verstappen a második helyre jött vissza, ám közte és Hamilton között öt lekörözött versenyző volt (Norris, Alonso, Ocon, Leclerc, Vettel). Miután feltakarították a pályát, a versenyzőket először arról tájékoztatták, hogy nem vehetik vissza a körüket. Aztán az utolsó előtti körben Michael Masi kiadta az utasítást: a lekörözött versenyzők visszavehetik a körüket, de csak az az öt autó, amelyik Hamilton és Verstappen között volt.
Ahogy Vettel elhaladt a safety car mellett, a versenyirányítás arról tájékoztatta a pilótákat, hogy a kör végén bejön a biztonsági autó, és az utolsó kört versenykörülmények közt teljesíthetik. A Mercedes csapatfőnöke, Toto Wolff rádión keresztül dühödten reagált erre a hírre. Az utolsó körben Verstappen a jóval frissebb állapotú gumijain simán megelőzte Hamiltont az 5-ös kanyarban, és ezt a pozícióját a visszatámadásai ellenére is megtartotta, megszerezve ezzel a világbajnoki címet. Mögöttük Carlos Sainz állhatott még fel a dobogóra, Cunoda Júki pedig karrierje addigi legjobb eredményét, egy negyedik helyet szerzett.
| helyezés | rajtszám | versenyző          | csapat/motor          | futott kör | idő/kiesés oka | rajthely | pont  |
| -------- | -------- | ------------------ | --------------------- | ---------- | -------------- | -------- | ----- |
| 1        | 33       | Max Verstappen     | Red Bull-Honda        | 58         | 1:30:17,345    | 1        | 26[a] |
| 2        | 44       | Lewis Hamilton     | Mercedes              | 58         | +2.256         | 2        | 18    |
| 3        | 55       | Carlos Sainz Jr.   | Ferrari               | 58         | +5,173         | 5        | 15    |
| 4        | 22       | Cunoda Júki        | AlphaTauri-Honda      | 58         | +5,692         | 8        | 12    |
| 5        | 10       | Pierre Gasly       | AlphaTauri-Honda      | 58         | +6,531         | 12       | 10    |
| 6        | 77       | Valtteri Bottas    | Mercedes              | 58         | +7,463         | 6        | 8     |
| 7        | 4        | Lando Norris       | McLaren-Mercedes      | 58         | +59,200        | 3        | 6     |
| 8        | 14       | Fernando Alonso    | Alpine-Renault        | 58         | +1:01,708      | 11       | 4     |
| 9        | 31       | Esteban Ocon       | Alpine-Renault        | 58         | +1:04,026      | 9        | 2     |
| 10       | 16       | Charles Leclerc    | Ferrari               | 58         | +1:06,057      | 7        | 1     |
| 11       | 5        | Sebastian Vettel   | Aston Martin-Mercedes | 58         | +1:07,527      | 15       |       |
| 12       | 3        | Daniel Ricciardo   | McLaren-Mercedes      | 57         | +1 kör         | 10       |       |
| 13       | 18       | Lance Stroll       | Aston Martin-Mercedes | 57         | +1 kör         | 13       |       |
| 14       | 47       | Mick Schumacher    | Haas-Ferrari          | 57         | +1 kör         | 19       |       |
| 15[b]    | 11       | Sergio Pérez       | Red Bull-Honda        | 55         | olajnyomás     | 4        |       |
| Ki       | 6        | Nicholas Latifi    | Williams-Mercedes     | 52         | baleset        | 16       |       |
| Ki       | 99       | Antonio Giovinazzi | Alfa Romeo-Ferrari    | 35         | sebességváltó  | 14       |       |
| Ki       | 63       | George Russell     | Williams-Mercedes     | 28         | erőforrás      | 17       |       |
| Ki       | 7        | Kimi Räikkönen     | Alfa Romeo-Ferrari    | 27         | fékek          | 18       |       |

Megjegyzések:
- ↑ a:  Max Verstappen a helyezéséért járó pontok mellett a versenyben futott leggyorsabb körért további 1 pontot szerzett.
- ↑ b:  Sergio Pérez nem fejezte be a futamot, de helyezését értékelték, mivel a versenytáv több, mint 90%-át teljesítette.

## A világbajnokság állása a verseny után (a világbajnokság végeredménye)
| H   | Versenyzők       | Pont  | H   | Konstruktőrök         | Pont  |
| --- | ---------------- | ----- | --- | --------------------- | ----- |
| 1.  | Max Verstappen   | 395,5 | 1.  | Mercedes              | 613,5 |
| 2.  | Lewis Hamilton   | 387,5 | 2.  | Red Bull-Honda        | 585,5 |
| 3.  | Valtteri Bottas  | 226   | 3.  | Ferrari               | 323,5 |
| 4.  | Sergio Pérez     | 190   | 4.  | McLaren-Mercedes      | 275   |
| 5.  | Carlos Sainz Jr. | 164,5 | 5.  | Alpine-Renault        | 155   |
| 6.  | Lando Norris     | 160   | 6.  | AlphaTauri-Honda      | 142   |
| 7.  | Charles Leclerc  | 159   | 7.  | Aston Martin-Mercedes | 77    |
| 8.  | Daniel Ricciardo | 115   | 8.  | Williams-Mercedes     | 23    |
| 9.  | Pierre Gasly     | 110   | 9.  | Alfa Romeo-Ferrari    | 13    |
| 10. | Fernando Alonso  | 81    | 10. | Haas-Ferrari          | 0     |

(A teljes táblázat)

## A verseny utóélete
Michael Masi döntései az utolsó körök eseményei kapcsán hatalmas felháborodást keltettek. A Mercedes megóvta az eredményt, mégpedig arra hivatkozással, hogy Verstappen megelőzte Hamiltont már a biztonsági autó mögött haladva, másodsorban pedig azért, mert szerintük Masi megsértette a szabályokat azzal, hogy csak annak az öt autónak a körvisszavételét engedélyezte, akik a két pilóta közt voltak. Ráadásul meg kellett volna várni az újraindítással az az utáni kört, ami viszont már a verseny vége utánra esett volna, így Hamilton lett volna a győztes és a világbajnok. Az első pont kapcsán visszautasították az óvást, mert bizonyítást nyert, hogy Verstappen nem előzőtt szabálytalanul. A második pont már komolyabb volt, ugyanis a Mercedes az óváson túl jogi útra készült terelni az ügyet. Arra hivatkoztak, hogy a szabályzat 48.12-es pontja kimondta, hogy amennyiben a lekörözött autók lehetőséget kapnak a körük visszavételére, azt valamennyiüknek meg kell tenni, és a biztonsági autónak meg kell várnia az ezt követő kör végét is, mielőtt bejönne a boxutcába. Ez egyértelműen azt jelentette volna, hogy Hamilton a világbajnok, ezért a csapat ennek a megállapítását kérte. A Red Bull ezzel szemben azt mondta, hogy a szabálykönyv 48.12-es pontja nem azt mondta ki, hogy valamennyi autó, hanem hogy bármelyik visszaveheti a körét. Ráadásul a szabályzat 48.13-as pontja felülírta a 48.12-est, amennyiben azt mondta ki, hogy ha biztonságosnak ítélik meg a körülményeket, a versenyirányítás kiadja az üzenetet a biztonsági autó kör végén történő bejöveteléről, amely ezt a narancssárga fényhíd lekapcsolásával jelzi. Ha ez nem lett volna elég, a szabályzat 15.3-as pontja megengedte a versenyirányításnak, hogy a biztonsági autóval kapcsolatos előírásokat felülírhassa, továbbá ha mind a nyolc autó visszavehette volna a körét, az eredmény akkor sem változott volna. Maga Masi is arra hivatkozott, hogy a 48.12-es pontot arra találták ki, hogy a versenyben élen álló pilótákat ne zavarják a lekörözött versenyzők, amellett valamennyi csapat egyetért abban, hogy a futamokat versenykörülmények között kell befejezni.
A versenybírák egyetértettek azzal, hogy a 15.3-as és a 48.13-as pont lehetőséget adott arra, hogy a futamon történtek megvalósuljanak, és egyébként ha az utolsó előtti kör eredményét vették volna figyelembe a végeredmény megállapításánál, akkor egy körrel rövidebb lett volna a verseny. Verstappent így világbajnokká nyilvánították, ám a még elbírálásra váró fellebbezésektől függő hatállyal. A Mercedes ki is jelentette, hogy elviszi az ügyet az FIA nemzetközi fellebbviteli fórumáig, ennek benyújtására 4 napjuk, azaz 96 órájuk volt. Az FIA bejelentette, hogy az esettel kapcsolatosan részletes analízist és körültekintő vizsgálatot végeznek, mert az rossz fényt vetett magára a sportágra is. A Mercedes ezt hallva december 16-án visszavonta fellebbezési szándékát, mindössze órákkal a rendelkezésre álló határidő lejárta előtt. Toto Wolff elmondta, hogy sem ő, sem Lewis Hamilton nem a bíróságon szeretnének világbajnoki címet nyerni, viszont azt szeretnék, ha az FIA a sportág szabályait felülvizgálná. Kritizálta Michael Masi tevékenységét is, megemlítve, hogy a 2020-as Eifel nagydíj idején homlokegyenest ellenkező döntést hozott, amikor azt mondta, hogy az összes autónak vissza kell vennie a körét. Ezenkívül bejelentette, hogy mind ő, mind Hamilton bojkottálni fogják az FIA díjátadó gáláját. Hamiltont utóbb megbüntették emiatt, ugyanis a díjazottaknak kötelező a megjelenés - ő azt kérte, hogy a büntetését fordítsák jótékony célokra. Mindezek együttesen azt a látszatot is keltették, hogy Hamilton, aki hosszú hetekre eltűnt a közösségi médiából is, talán kiábrándult a sportágból és váratlanul visszavonul. Wolff ezzel kapcsolatban elmondta, hogy ilyesmiről nincs szó, de az igaz, hogy a szezonközi szünetet a dolgok átgondolásával tölti.
Az esetet a pilóták és a csapatfőnökök sem hagyták szó nélkül, kritizálva Michael Masi tevékenységét. A legrosszabbul talán a biztonsági periódust okozó Nicholas Latifi járt, aki az esetet követően számos szidalmat, nemegyszer halálos fenyegetést kapott azért, mert a csalódott szurkolók úgy vélték: szándékosan tette, ami történt, hogy a Red Bull-nak kedvezzen. Később elmondta, hogy a 2022-es szezon elejéig személyi kísérettel ment mindenhová, biztonsági okokból, és hogy Hamiltonnal is beszélt telefonon, aki biztosította támogatásáról. Az eset megroppantotta Latifi karrierjét és mentális összeszedettségét is a versenypályán: 2022-ben csapnivaló eredményt produkált, és a szezon végén el is hagyta a Formula–1-et. De nemcsak ő, hanem Masi is kapott halálos fenyegetéseket.
2022. február 17-én az FIA átalakította a versenyirányítást, és menesztették Masit, helyette Eduardo Freitas és Niels Wittich került ebbe a pozícióba, Herbie Blash tanácsadó szakértése mellett. Létrehoztak egy virtuális versenyirányítást is, abból a célból, hogy a kommunikációs keretek megszabásával visszaszorítsák egyes csapatok lobbierejét. Emellett eltörölték a csapatok és a versenyirányítás közt elhangzó rádióüzenetek bejátszását az élő közvetítésekbe. Egyértelműsítették a biztonsági autós szabályokat is: az immár az azt követő kör végén kell, hogy kiálljon, hogy kiadták az utasítást, hogy a lekörözött versenyzők visszavehetik a körüket - tehát nem kell megvárni, hogy a legutolsó lekörözött versenyző is visszavegye a körét.
2022. március 19-én tette közzé az FIA az esettel kapcsolatos jelentését. Ebben rögzítették, hogy a biztonsági autó valóban nem tette meg azt az egy plusz kört, amit a 48.12-es pontban is rögzítettek, ugyanakkor a 48.12-es és a 48.13-as ponttal kapcsolatos eltérő értelmezések valóban zavarossá tették a dolgokat. Ugyan most már pontosították, hogy nem bármelyik, hanem mindegyik autónak vissza kell venni a körét, de Masi az akkor érvényben lévő szabályokat követve járt el, habár másként értelmezve azokat. Azt is rögzítették ugyanakkor, hogy az utolsó körökben a Mercedes és a Red Bull részéről érkező rádióüzenetek nagy nyomást helyeztek Masira. Mindezen körülmények mellett megállapították azt is, hogy a 2021-es világbajnokság végeredménye változatlan marad. Utolsó lépésként már a 2022-es ausztrál nagydíjat követően megtiltották azt is a versenyzőknek, hogy a biztonsági autós újraindítás alatt egymás mellett haladjanak, ami Verstappen technikája volt hagyományosan.

## Statisztikák
- Vezető helyen:
  - Lewis Hamilton: 51 kör (1-14 és 21-57)
  - Sergio Pérez: 6 kör (15-20)
  - Max Verstappen: 1 kör (58)
- Max Verstappen 13. pole-pozíciója, 16. versenyben futott leggyorsabb köre és 20. győzelme.
- Max Verstappen 60.,  Lewis Hamilton 182., és Carlos Sainz Jr. 6. dobogós helyezése.
- A Red Bull Racing 75. futamgyőzelme.
- Kimi Räikkönen és Antonio Giovinazzi utolsó Formula–1-es versenye.[33][34]
- A Honda motorszállító utolsó nagydíja.
- Max Verstappen 1. egyéni világbajnoki címét szerezte meg a futamon.